# Vohitra melissograpta
Vohitra melissograpta är en fjärilsart som beskrevs av Collenette 1936. Vohitra melissograpta ingår i släktet Vohitra och familjen tofsspinnare. Inga underarter finns listade i Catalogue of Life.